# 山内左五兵衛
山内 左五兵衛（やまうち さごべえ、1859年（安政6年12月） - 1925年（大正14年）10月18日）は、明治から大正時代の政治家。貴族院多額納税者議員。

## 出自
初代は山内善右衛門で、享保年間に土佐から津軽に移り、転住の末に津軽郡稲盛村（西津軽郡柏村を経て現つがる市）に土着し、新田開発に取り組んだ家系。大地主。

## 経歴
稲盛村に生まれ、若くして農村指導に当たる。1883年（明治16年）西津軽郡会議員を経て、1888年（明治21年）青森県会議員に当選。ついで柏村第3代村長に就任し、農事改良と小作人保護に当たり、自宅に集会所や農作物陳列所を設けた。1909年（明治42年）土淵堰組合の石造水門改良工事臨時委員となり、その功により組合から表彰状と銀杯を贈られた。ほか、西津軽郡農会顧問を務めた。
1923年（大正12年）には青森県多額納税者として補欠選挙で貴族院議員に互選され、同年7月7日から1925年（大正14年）9月28日まで在任した。交友倶楽部に属した。

## 人物
津軽弁での答弁は有名であり、軍縮論で遊説中の尾崎行雄に対する「日本国の柱である陸海軍の将官を侮辱するとは何事か」という発言は後々まで話題となった。